# Jackie DeShannon
Jackie DeShannon, de son vrai nom Sharon Lee Myers, est née le 21 août 1941 à Hazel, Kentucky. Elle fut l'une des premières femmes chanteuses-compositrices de la période du rock 'n' roll. Actrice à l'occasion.

## Biographie
Ses parents, Sandra Jean et James Erwin Myers, travaillant dans le show-business, elle commence à interpréter des chansons de country sur une radio locale à l'âge de six ans. À onze ans, elle dirige déjà son propre programme de radio.
Enregistrant sous divers noms tels que Sherry Lee, Jackie Dee, et Jackie Shannon, elle a peu de succès. Cependant, ses interprétations des chansons de country Buddy et Trouble attirent l'attention de Eddie Cochran, qui l'envoie en Californie et lui fait rencontrer la chanteuse-compositrice Sharon Sheeley, qui écrit en coopération avec Jackie DeShannon en 1960. Les chansons Dum Dum et He's the Great Imposter, écrites pour Brenda Lee et The Fleetwoods respectivement, sont issues de cette coopération. En 1961, DeShannon est chargée d'écrire la musique du film La Fièvre dans le sang.
En 1962, DeShannon signe un contrat avec Liberty Records et enregistre Needles and Pins et When You Walk in the Room, qui ont un énorme succès aux États-Unis. Ces tubes furent réinterprétés en 1963 par le groupe anglais The Searchers. Elle enregistre plusieurs autres titres qui ont peu de succès. Pendant ces années, ce sont plus ses talents de compositrice que de chanteuse qui lui permettent de garder son contrat avec Liberty Records. Elle a une liaison avec Elvis Presley et se lie d'amitié avec The Everly Brothers et Ricky Nelson. Elle a aussi un rôle et chante avec Bobby Vinton dans le film Surf Party.
Sa percée la plus importante a lieu en février 1964, lorsqu'elle soutient la première tournée américaine des Beatles et forme un groupe avec le guitariste Ry Cooder. Le groupe The Byrds reprend Don't Doubt Yourself Babe écrit par Jackie DeShannon dans son premier album Mr. Tambourine Man. Sa musique est à cette époque fortement influencée par le mouvement west coast de la fin des années 1960 et du début des années 1970 aux États-Unis et par la musique folk. Lors d'un court séjour en Angleterre en 1965, elle s'associe pour l'écriture de chansons à Jimmy Page, créant Dream Boy et Don't Turn Your Back on Me. Ils composent aussi pour la chanteuse Marianne Faithfull, en particulier le titre Come and Stay with Me. DeShannon apparait aussi dans l'émission télévisée Ready Steady Go!.
Déménageant à New York, DeShannon écrit avec Randy Newman des chansons telles que She Don't Understand Him et Did He Call Today Mama, ainsi que You Have No Choice pour Delaney Bramblett. À la fin de l'année 1965, elle est la première interprète de What the World Needs Now Is Love de Burt Bacharach et Hal David, chanson qui la fait apparaître régulièrement à la télévision et dans des tournées de clubs. Cet enregistrement est utilisé en 1969 dans le film Bob et Carole et Ted et Alice. Elle tourne en 1967 aux côtés de Bobby Vee dans le film C'mon, Let's Live a Little en tant que chanteuse folk. Elle continue la composition et la chanson, mais elle doit attendre pour son prochain gros succès jusqu'en 1968 avec le single et l'album intitulés Put a Little Love in Your Heart. Le titre Love Will Find a Way, tiré du même album, obtient un succès modéré. Se tournant vers Atlantic Records en 1970 et déménageant à Los Angeles, Jackie DeShannon enregistre les albums Jackie et Your Baby Is a Lady, mais ils n'ont pas le même succès que les précédents. En 1973, elle est invitée par Van Morrison pour chanter sur son album Hard Nose the Highway.
Put a Little Love in Your Heart est interprété à la clôture du concert Music for Unicef, diffusé dans le monde entier par l'Assemblée générale des Nations unies en 1979.
Bien que DeShannon n'ait plus produit d'autres hits à succès elle-même, de nombreux artistes ont repris ses chansons avec succès. En 1974, elle compose avec Donna Weiss Queen of the Rodeo et Bette Davis Eyes pour son album New Arrangement. La chanson Bette Davis Eyes réinterprétée par Kim Carnes en 1981 est numéro un aux États-Unis. Grâce à ce titre, DeShannon obtient en 1982 le Grammy Award pour la chanson de l'année.
Les chansons Breakaway, reprise par Tracey Ullman en 1983, et Put a Little Love in Your Heart, reprise en duo par Annie Lennox et Al Green en 1988 puis par Dolly Parton en 1993, deviennent aussi de gros succès. Une version de When You Walk in the Room, interprétée par l'ex-chanteuse d'Abba Agnetha Fältskog dans son album My Colouring Book, est un succès en Europe.

## D'autres interprètes de ses chansons
- Brenda Lee
- The Byrds
- Helen Shapiro
- The Critters
- The Kalin Twins
- Marianne Faithfull
- Kim Carnes

## Filmographie
- 1967 : C'mon, Let's Live a Little de David Butler : Judy Grant
- 1968 : Les Mystères de l'Ouest (The Wild Wild West), (série TV) - Saison 4 épisode 18, La Nuit du Janus (The Night of the Janus), de Irving J. Moore : Torrey Elder
- 1970 : Le Virginien (TV) saison 8 épisode 21 (A king's ranson) : Mag Connor